# Équilibre (sculpture de Brigitte Nahon)
 (juin 2020).
Pour les articles homonymes, voir Équilibre.
Équilibre est une sculpture de l'artiste franco-israélienne Brigitte Nahon. 

## Description
La sculpture est installée en 2000[Quand ?] en extérieur devant le Palais de justice et les remparts de la ville d'Avignon. Elle a été inaugurée pour l'exposition « La Beauté, 2000 ». Cette œuvre en acier inoxydable « poli jusqu’à la transparence », précise Brigitte Nahon, « est un hommage à la justice tout en rappelant sa fragilité ».
Douze boules métalliques, « désaxées sur un plateau de balance, opposent une paradoxale impression de légèreté au flot coagulé de la circulation automobile » selon L'Humanité.